# Яринский, Владимир Николаевич
Владимир Николаевич Яри́нский (16 апреля 1921 — 16 октября 1978) — советский лётчик-ас, участник Великой Отечественной войны, командир звена 291-го истребительного авиационного Неманского полка, 3-го истребительного авиационного Никопольского корпуса ордена Суворова.

## Краткая биография
Родился 16 апреля 1921 года в селе Черноусово (Свердловская область) Белоярского района. После окончании восьми классов средней школы, он поступил в Свердловский аэроклуб, который окончил с отличием. Потом работал на Свердловском машиностроительном заводе слесарем и готовился к поступлению в училище. В 1940 году поступил в Сталинградское военно-авиационное училище.
С 10 апреля 1943 года сержант на фронтах Великой Отечественной войны в составе 291-го истребительного авиационного полка (265-я истребительная авиационная дивизия, 3-й истребительный авиационный корпус, Северо-Кавказский фронт) под командованием генерала-полковника Евгения Яковлевича Савицкого, прошёл путь от летчика до командира звена. Боевое крещение получил в районе станицы Крымская, уничтожив самолет противника, получил ранение в воздушном бою. Дальнейшую боевую работу вёл в небе Украины, Варшавы и Берлина.
К маю 1945 года командир звена 291-го истребительного авиационного полка, выполнил 215 боевых вылетов, в воздушных боях лично сбил 8 самолетов противника. Сражался на Северо-Кавказском, Южном, 4-м Украинском, 3-м Белорусском и 1-м Белорусском фронтах.
После войны продолжил службу в военно-воздушных силах СССР, оставался действующим пилотом и в 1948 году осваивал советские турбореактивные «МиГ». В 1958 году демобилизовался по состоянию здоровья.

## Награды
- Орден «Отечественной войны II степени» (30.10.1943 г.)
- Медаль «За оборону Кавказа» (16.05.1944 г.)
- Орден «Красной Звезды» (29.04.1944 г.)
- Медаль «За победу над Германией в Великой Отечественной войне 1941—1945 гг.» (09.05.1945 г.)
- Орден «Красного Знамени» (04.06.1945 г.)
- Медаль «За взятие Берлина» (09.06.1945 г.)
- Медаль «За освобождение Варшавы» (09.06.1945 г.)
- Медаль «За боевые заслуги» (19.11.1951 г.)
- Орден «Красной Звезды» (30.12.1956 г.)

## Список известных воздушных побед
Всего сбитых самолетов — 8 + 0; боевых вылетов — 215
| Дата       | Противник | Место проведения воздушного боя | Свой самолет |
| ---------- | --------- | ------------------------------- | ------------ |
| 15.09.1943 | Ме-109    | Гуляй-Поле                      | Як-1         |
| 03.10.1943 | Ю-87      | Копани                          | Як-1         |
| 14.01.1944 | Ме-109    | западнее Ново-Павловка          | Як-9         |
| 27.02.1944 | Ю-87      | Биюк-Кият                       | Як-9         |
| 28.04.1944 | ФВ-190    | юго-западнее Бахчисарай         | Як-9         |
| 15.04.1944 | ФВ-190    | юго-западная окраина Кюстрин    | Як-9         |
| 18.04.1944 | ФВ-190    | западная окраина Вульков        | Як-9         |
| 19.04.1944 | ФВ-190    | восточнее Штернбек              | Як-9         |